# Chrysler Sebring
La Chrysler Sebring est une berline produite par le constructeur automobile américain Chrysler. Depuis 2010, elle est remplacée en Amérique du Nord et en Grande-Bretagne par la Chrysler 200, et a été rebadgée Lancia Flavia II en Europe.
Elle est fabriquée à partir de 1995 où elle était proposée uniquement en version coupé aux États-Unis, sur la base de la plateforme Chrysler JA, à 2010.
Elle est assemblée dans l'usine de Sterling Heights (Michigan) aux États-Unis. En 1996, une version cabriolet est apparue. Il s'agissait d'une Chrysler Stratus Cabriolet renommée. En 2001, la berline du nom de Sebring a définitivement remplacé la Chrysler Stratus.
La voiture tient son nom du célèbre circuit automobile de Sebring, Floride où se déroule chaque année une course d'endurance, les 12 heures de Sebring.

## Première génération (FJ/JX; 1995 - 2001)
La Chrysler Sebring a été présentée en version coupé pour 1995, et cabriolet en 1996 pour remplacer le cabriolet et le coupé LeBaron. La plateforme utilisée pour le coupé était celle de la Mitsubishi Eclipse. Chrysler a baptisé son modèle Sebring pour rappeler la ville de Sebring, en Floride, le site de la célèbre course d'endurance automobile, les 12 heures de Sebring. La ligne s'est inspirée de la Plymouth Satellite des années 1970.

### Sebring Coupé (1995-2000)

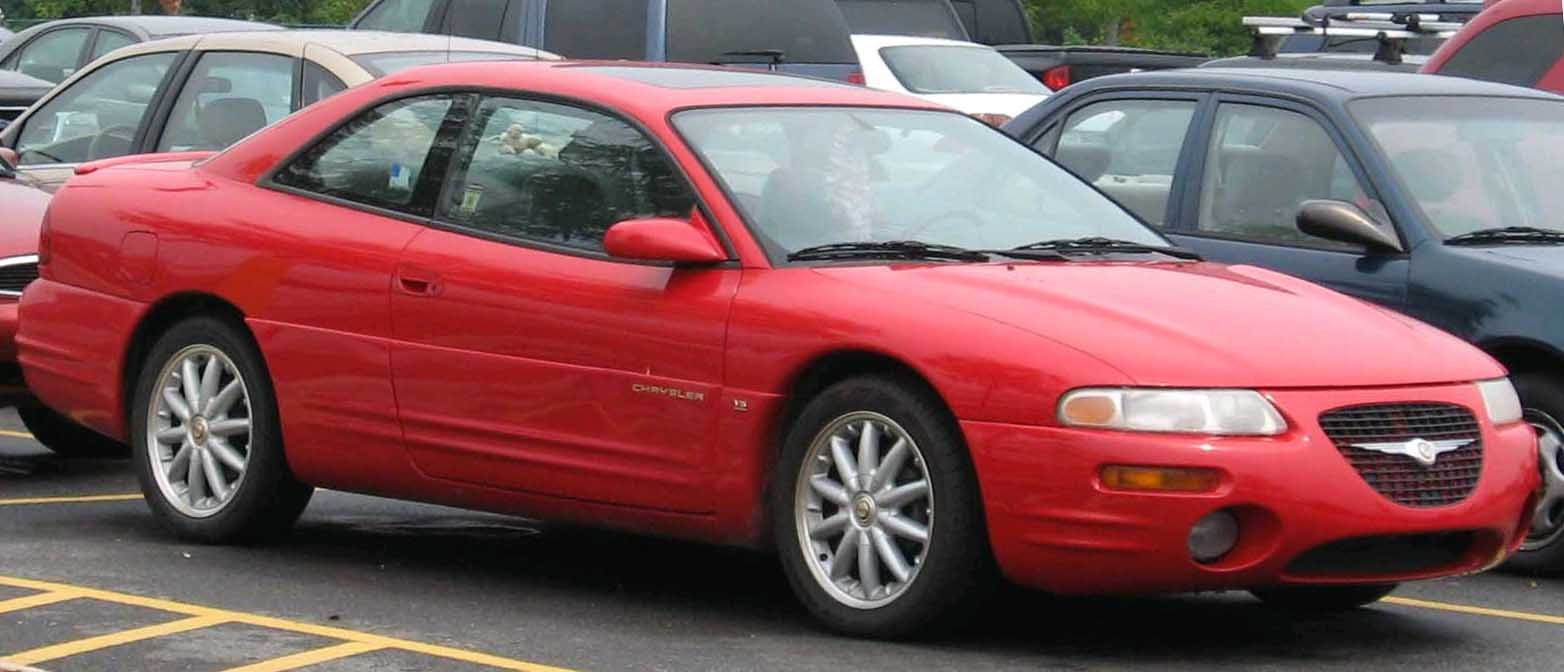
Sebring Coupé initiale 1995-2000.

La Chrysler Sebring Coupé (1995) succède au coupé Chrysler LeBaron.
Le coupé Sebring de première génération est lancé en avril 1995, plusieurs mois après la Dodge Avenger. Malgré ses similitudes avec l'Avenger, la suspension de la Chrysler est légèrement réglée différemment, davantage axée sur le confort, par rapport à la suspension rigide de la Dodge. Les modèles LXi s'équipent de barres stabilisatrices arrière, d'une suspension entièrement indépendante à réglage légèrement différent, ainsi que de jantes de dix-sept pouces équipées de pneus Goodyear Eagle.
La version coupé de la Sebring pouvait accueillir cinq personnes. Au moment de son introduction, la Sebring arborait une calandre en forme de croix, rappelant les anciennes Chrysler 300. 
Bien que censée être construite sur une plateforme étirée de l'Eagle Talon, il est plus exact de dire que sa plateforme était basée sur celle de la Mitsubishi Galant quatre portes. Cependant, ces voitures partagent beaucoup avec leur sœur Talon, y compris une grande partie de leur tableau de bord ainsi que certains composants de suspension et de direction.
La Sebring a subi un petit restylage pour 1997. La calandre a été remplacée par une calandre noire légèrement plus grande. Le restylage a également fait de la Sebring la première voiture à utiliser le logo « ailé » de Chrysler. Un revêtement de carrosserie inférieur nervuré a été ajouté, et de nouvelles jantes sont proposées. Le coupé Sebring s'équipe de freins à disque aux quatre roues avec ABS, d'une boite de vitesses automatique, et de suspensions totalement indépendantes. La Sebring propose également une direction à crémaillère à vitesse variable.
Le coupé Sebring a reçu une note de sécurité frontale de cinq étoiles, la plus haute note possible.
Niveaux de finition :
- LX - 1995-2000 ;
- LXi - 1995-2000.

### Sebring Cabriolet (1996-2000)

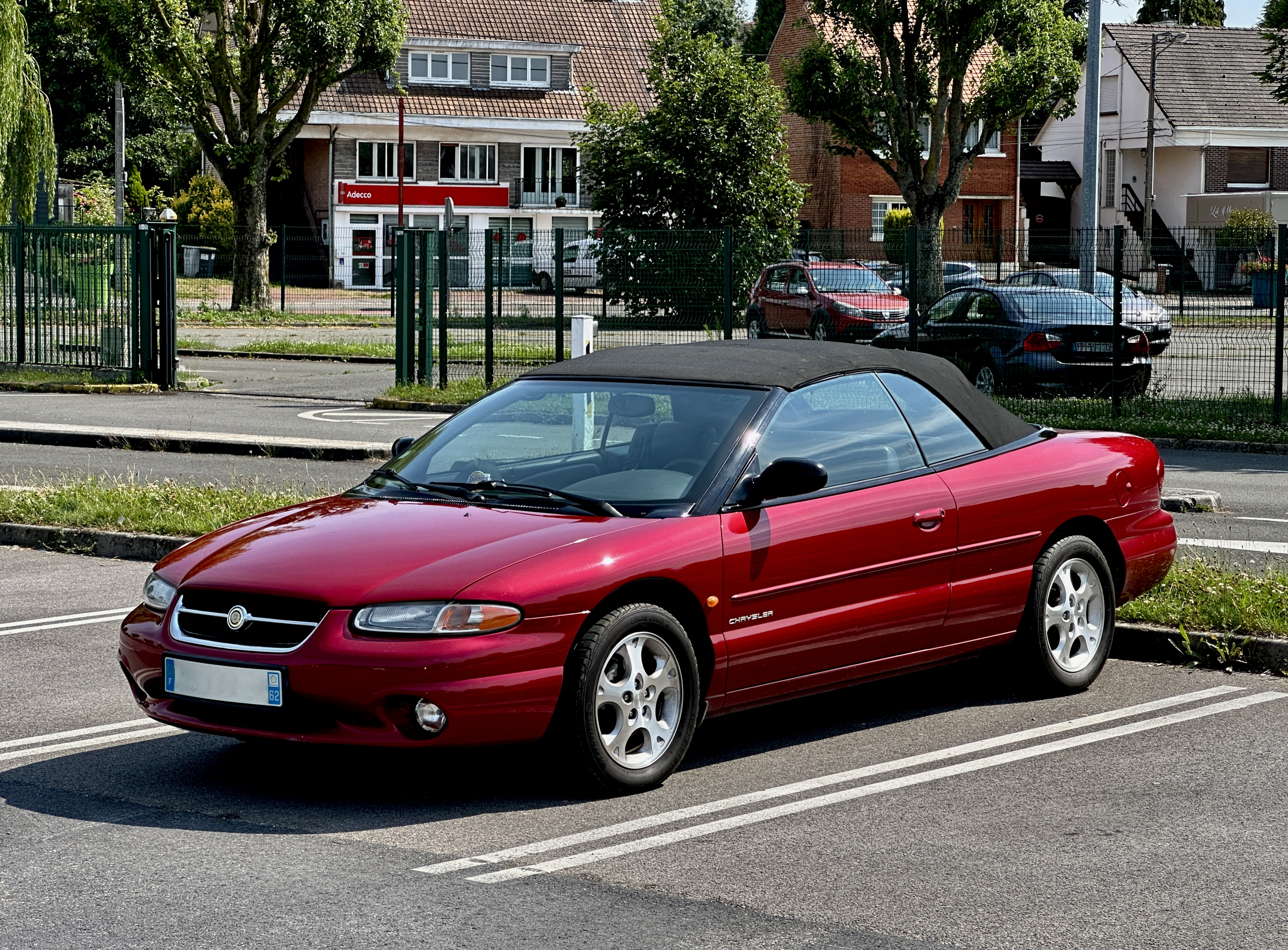
Chrysler Sebring Cabriolet de 1997.

Le cabriolet Sebring a été lancé en 1996 aux côtés du coupé, pour remplacer le cabriolet LeBaron. Le cabriolet ne partage aucun élément de carrosserie avec le coupé. Il est basé sur la berline Chrysler Cirrus. Les berlines et cabriolets Cirrus et Sebring ont été vendus en Europe sous le nom de Stratus. Tous les cabriolets Stratus ont été construits au Mexique.
Niveaux de finition :
- JX - 1996-2000 ;
- JXi - 1996-2000 ;
- JXi Limited - 1998-2000.

## Deuxième génération (ST-22/JR; 2001-2006)
Le nom Sebring a été utilisé sur trois voitures différentes en 2001 : le coupé, basé sur la Mitsubishi Eclipse, la berline et le cabriolet succédant à la Chrysler Stratus, basés sur la plate-forme Chrysler JR. La Chrysler Sebring de 2004 a été légèrement modifiée à l’avant: calandre redessinée, phares retravaillés et emblème ailé de Chrysler placé au centre du capot arrière. En outre, après que la berline Chrysler Sebring de 2004 ait connu un restyling modéré, Chrysler a abandonné le coupé après 2005. Au Mexique, la Sebring a été vendue sous le nom de Chrysler Cirrus. La disponibilité du moteur turbocompressé de 2,4 L à DOHC de Chrysler était une exclusivité pour la Cirrus. La Cirrus était disponible en version berline et cabriolet. Les modèles équipés de ce moteur sont identifiés par un badge «High Output» à l'arrière du véhicule. Les niveaux de finition sont également spécifique au Cirrus; la berline était offerte en deux niveaux et le cabriolet en un. Tous étaient équipés d'une transmission automatique.
L’Institut d’assurance pour la sécurité routière a attribué à la Sebring (2001-2006) une note globale acceptable dans les tests de collision frontale. Lors de l’essai de choc latéral, une note globale médiocre a été attribuée aux modèles sans airbags latéraux. L'IIHS n'a pas testé la Sebring avec des airbags latéraux puisque Chrysler avait refusé un autre test.

### Motorisations
| Motorisation                | Puissance | Couple  | Modèle              | Distribution      |
| --------------------------- | --------- | ------- | ------------------- | ----------------- |
| Essence 2,4 L. EDZ l4       | 150 Ch    | 227 N m | Berline / Cabriolet | Europe/États-Unis |
| Essence 2,4 L. EDZ l4 turbo | 250 Ch    | 340 N m | Berline / Cabriolet | Mexique           |
| Essence 2,7 L. EER V6       | 200 Ch    | 258 N m | Berline / Cabriolet | Europe/États-Unis |
| Essence 2,4 L. 4G64 l4      | 152 Ch    | 220 N m | Coupé               | États-Unis        |
| Essence 3,0 L. 6G72 V6      | 222 Ch    | 278 N m | Coupé               | États-Unis        |

### Sebring II Cabriolet

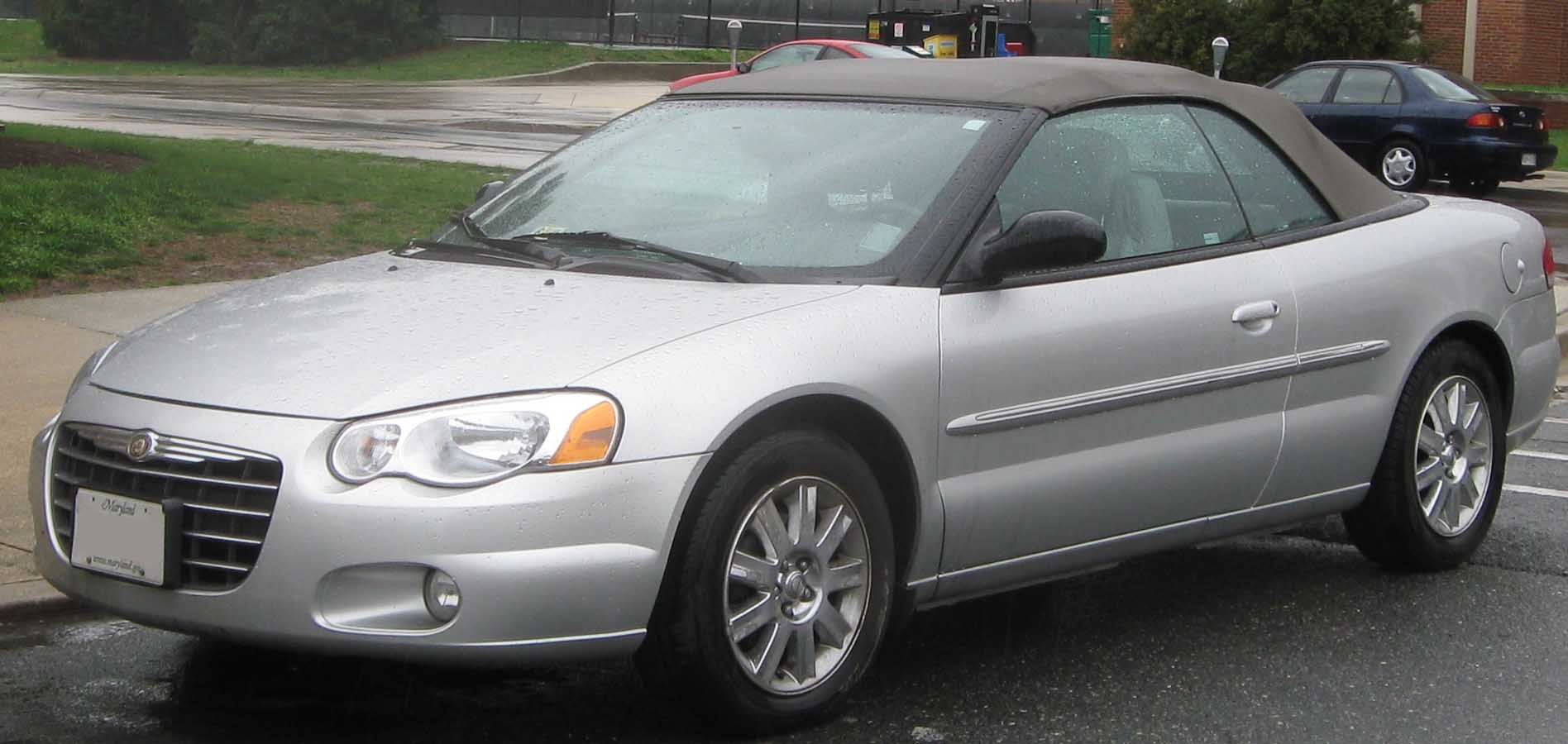
Chrysler Sebring Cabriolet de 2004

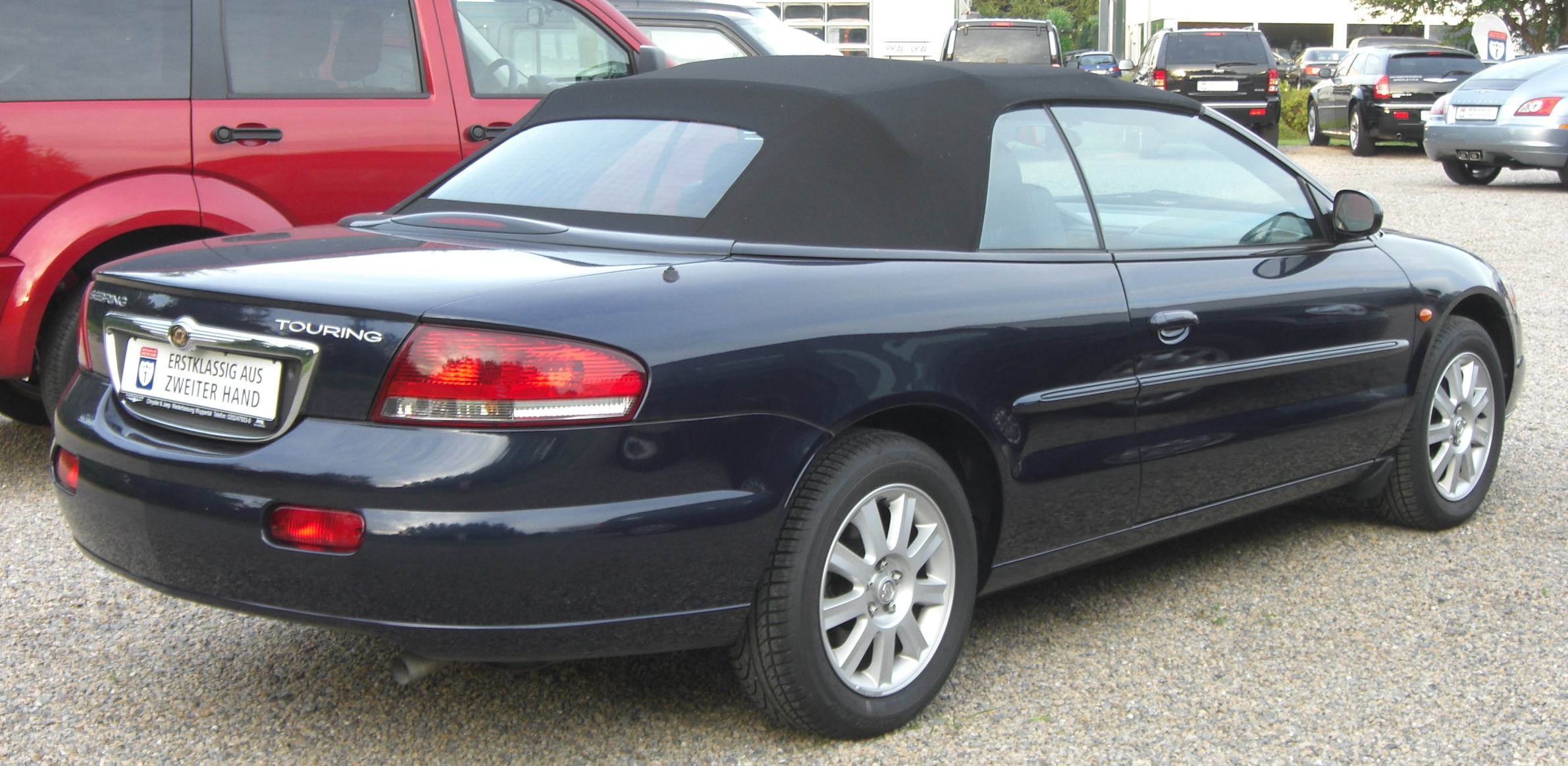
Chrysler Sebring II Cabriolet (vue arrière)

Pour 2001, la Sebring II Cabriolet a été repensée pour ressembler beaucoup plus à la berline, même si elle différait encore beaucoup de la berline et du coupé. Le carénage avant et la majeure partie de l'intérieur étaient les seuls éléments communs à ces voitures. De nombreux composants intérieurs et extérieurs ont été transférés de la voiture de première génération, bien que la coque de carrosserie soit nettement différente. La Sebring II a subi de légères modifications de style (principalement l’aspect du nez) à partir de 2004.

### Sebring II Coupé

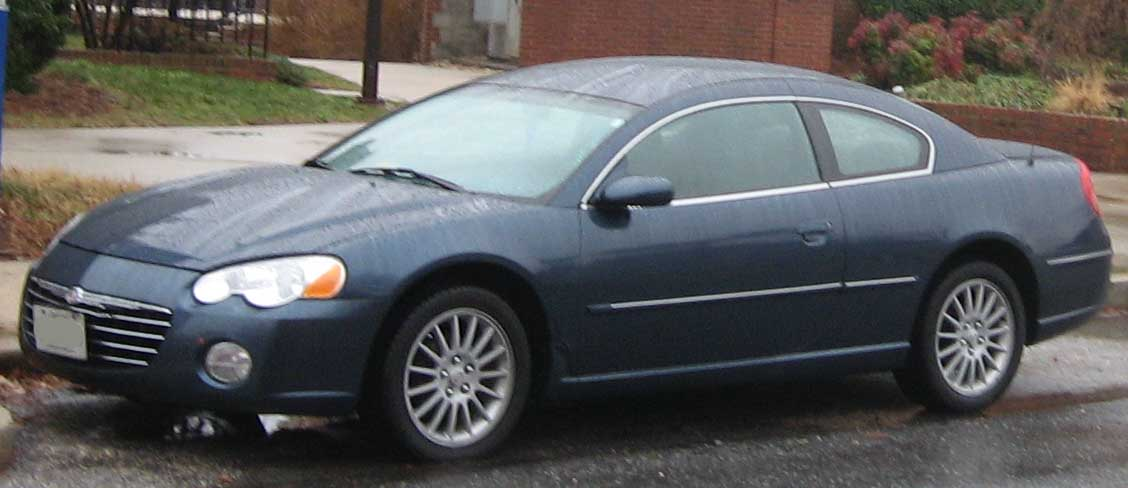
Chrysler Sebring II Coupé (2003 - 2005)

Le coupé Sebring redessiné est lancé en 2001, basé sur la troisième génération de Mitsubishi Eclipse. Comme la génération précédente, le coupé partage très peu de choses avec la berline ou la décapotable, mis à part le nom et quelques indices de style extérieur pour aider à commercialiser les trois véhicules en un seul modèle.
Le Sebring II Coupé a subi un léger lifting en 2003 et a été abandonné après 2005. Le nouveau cabriolet Chrysler Sebring de 2008, avec hard-top, était considéré comme le remplaçant du coupé Sebring II.

### Versions européennes
Chrysler a également fabriqué des versions d'exportation de la berline et du cabriolet Sebring de 2001-2006 pour le marché européen continental. Les feux avant et arrière sont conformes aux normes européennes, à la différence des États-Unis et du Canada, les clignotants sont orange et des répéteurs latéraux sont ajoutés sur les ailes avant. Le pare-chocs arrière a un renfoncement plus grand pour les plaques d'immatriculation européenne de taille plus longues et deux feux de brouillard arrière sont montés, un de chaque côté de la plaque d'immatriculation. Les phares LHD intègrent des ampoules H4 de type européen, ainsi qu'un réglage à trois niveaux vers le haut et vers le bas du faisceau via un interrupteur monté sur le tableau de bord à gauche du volant. Les contrôles des émissions sont conformes à la norme EURO 3 ; les versions ultérieures sont conformes à l'EURO 4. Les gammes de moteurs proposées étaient le quatre cylindres en ligne DOHC 16V de 2,0 L (remplacé par la suite par le 2,4 L dans certains pays) et le six cylindres DOHC 24V de 2,7 L. Les moteurs 2,0 et 2,4 L sont disponibles avec la transmission manuelle à cinq vitesses ou la transmission automatique 41TE à quatre vitesses (selon le pays); le moteur six cylindres à seulement une transmission automatique.
L'indicateur de vitesse de 240 km/h-160 mph du marché canadien (avec km/h prédominant) est adapté aux modèles européens. L'odomètre et le compteur kilométrique sont en kilomètres. La berline et le cabriolet Sebring de 2001-2006 étant fabriqués uniquement en conduite à gauche, elles n'étaient pas vendues au Royaume-Uni et en Irlande. Chrysler UK a toutefois importé 50 cabriolets avec le moteur de 2,7 L en 2001/2002, et celles-ci été vendues par des concessionnaires sélectionnés. N'étant pas standard dans la gamme britannique de Chrysler de l'époque, aucune autre n'a été importée.
Les niveaux de finition offerts en Europe étaient la LE (équivalent de la LX du marché nord-américain) et la LX (équivalent de la LXi du marché nord-américain). À partir de 2004, les versions Touring et Limited ont commencé à remplacer les désignations LE et LX respectivement.
Le manque de moteur diesel et l'indisponibilité d'une version avec volant à droite, ont empêché la Sebring II d'être un véritable modèle paneuropéen contrairement à d'autres modèles Chrysler comme la 300M, le PT Cruiser ou le Voyager. De plus, le modèle a été retiré de la gamme Chrysler dans certains pays, notamment en France, avant la fin de la production en 2006. En France, les deux constructeurs automobiles nationaux, PSA-Peugeot-Citroën et Renault, et les marques européennes dominant le marché des voitures neuves, ce qui s'est traduit par de très faibles ventes de Sebring. En conséquence, la berline n'a été importée par Chrysler France qu'en 2001 et 2002. Les modèles de 2003 et ceux de 2004-2006 ayant fait peau neuve n'ont pas été importés. Le cabriolet n'a été vendu que jusqu'en 2004. Les modèles de 2005 et 2006 n'ont pas non plus été importés.
Bien qu'elles ne soient pas disponibles au Royaume-Uni et en Irlande, certains cabriolets Sebring été achetés aux États-Unis en tant qu'importations parallèles. Certains modèles conformes aux normes européennes ont également été importés aux États Unis en privé, principalement d'Allemagne. Les versions européennes sont plus faciles à réenregistrer au Royaume-Uni car elles ont une approbation de type UE. Le double affichage en km/h et en mph du compteur de vitesse et les deux phares antibrouillard arrière signifient que seul un réglage de la visée du phare pour la circulation à gauche est nécessaire. La berline est cependant beaucoup plus rare au Royaume-Uni. Quelques modèles "européens" ont été importés, mais la plupart sont probablement des importations nord-américains pour le « marché gris ».

### Niveaux de finition
- Base (berline et cabriolet de 2004-2006) (coupé de 2004-2005)
- GTC (Cabriolet de 2002-2006)
- Limited (berline de 2004-2006) (cabriolet de 2001-2006) (coupé de 2004-2005)
- LX (berline et cabriolet de 2001-2004) (coupé de 2001-2003)
- LXi (berline et cabriolet de 2001-2004) (coupé de 2001-2003)
- Touring (berline et cabriolet de 2004-2006)
- TSi (berline de 2005-2006)

Remarque: des finitions supplémentaires peuvent être ajoutés à divers niveaux de finition standard.

### La version russe: Volga Siber

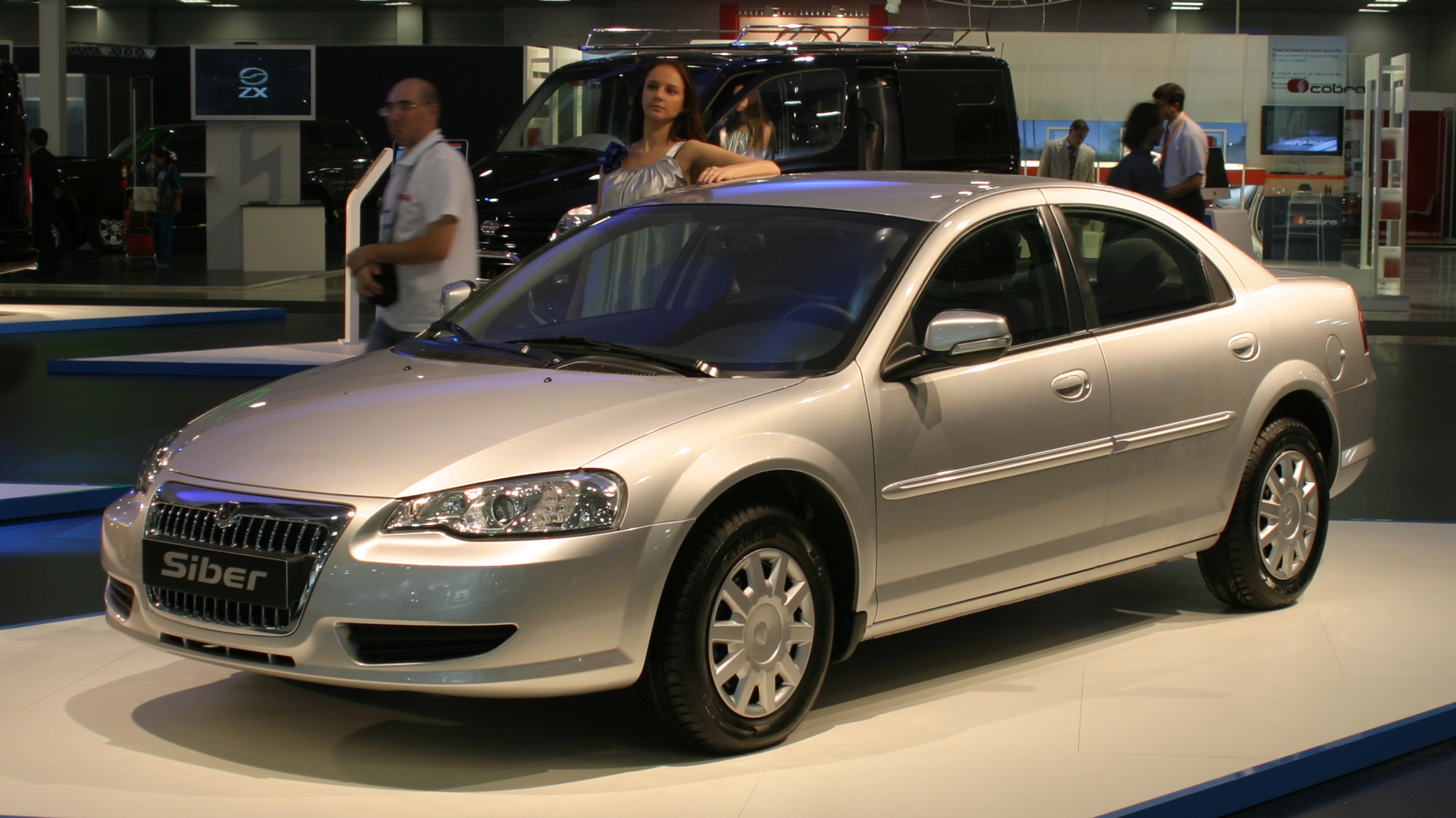
Volga Siber

En 2006, la licence, l'outillage et la chaîne de montage des berlines Chrysler Sebring / Dodge Stratus de deuxième génération ont été vendus au constructeur russe GAZ pour environ 151 millions US$ (124 millions d'€uros). Après quelques modifications mineures, le véhicule a été renommé Volga Siber. La production a débuté en mars 2008 à l'usine automobile Gorki à Nijni Novgorod, en Russie. Cependant, en raison de la Grande Récession, les ventes n'ont pas été conformes aux prévisions et la production s'est arrêtée en 2010 après la construction de seulement 9 000 exemplaires.

## Troisième génération (JS; 2007 - 2010)
La Chrysler Sebring II est remplacée par un nouveau modèle basé sur la plate-forme JS pour 2007. La troisième génération de Sebring a été assemblée à Sterling Heights, dans le Michigan, et contient plus de 82 % de pièces provenant d’Amérique du Nord. Comme aucun cabriolet de 2007 n'était proposé, la Sebring II Cabriolet de 2006 a été maintenue pour combler le vide, restant dans les showrooms et sur le site Web de la société jusqu'à la sortie du modèle de 2008. La Sebring III de troisième génération a emprunté de nombreux indices stylistiques au concept Chrysler Airflite de 2003. Elle comporte également plusieurs éléments de style signés Chrysler, dont plusieurs ont été empruntés à la Chrysler Crossfire. La berline et le cabriolet Sebring ont également été vendus avec conduite à droite via le réseau de concessionnaires Chrysler au Royaume-Uni et en Irlande.

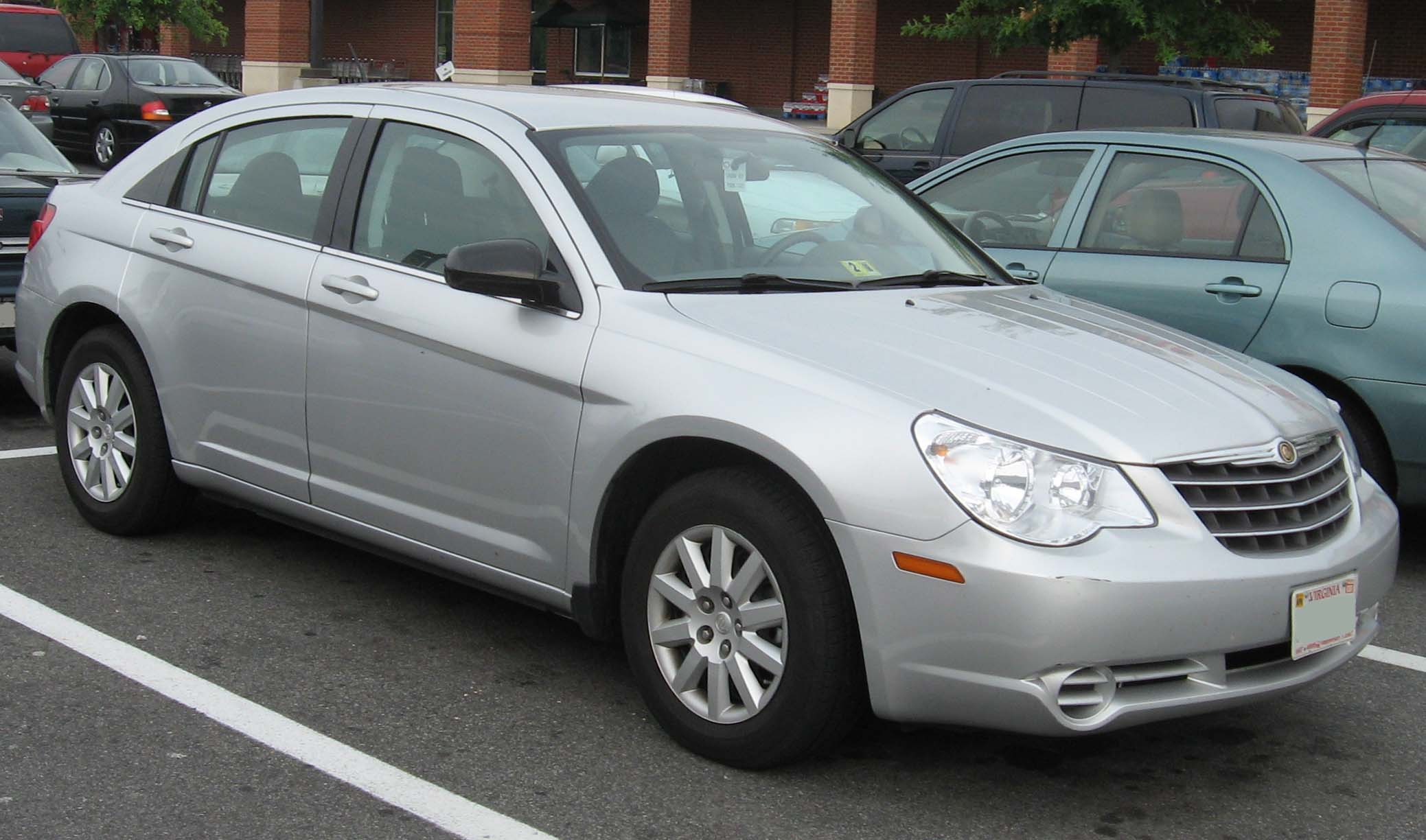
Sebring berline III (2007)

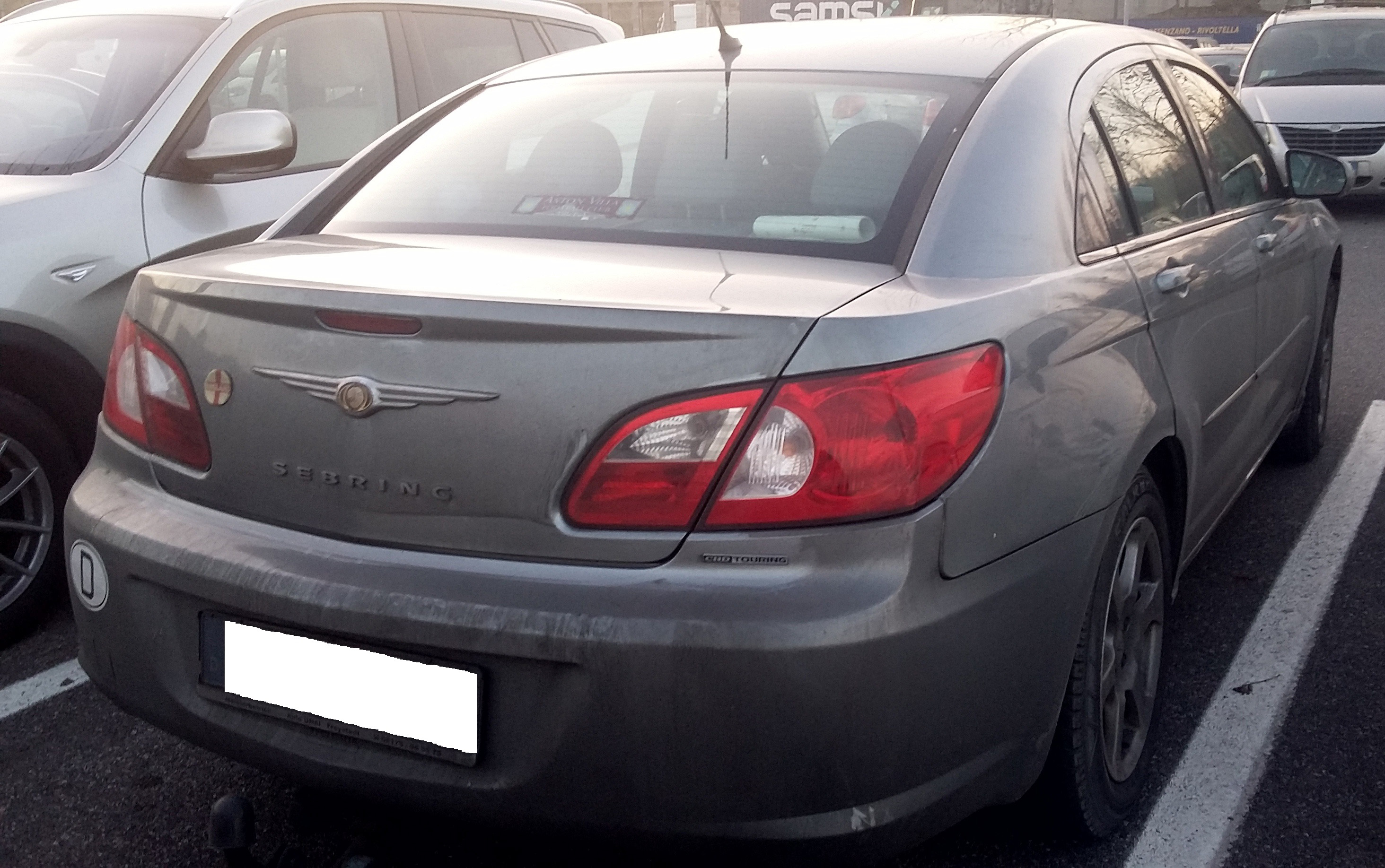
Chrysler Sebring III 2007 (arrière)

Chrysler a proposé trois moteurs pour la Sebring de 2007 :
- quatre cylindres en ligne GEMA de 2.36 L,
- V6 EER de 2.736 L,
- V6 EGF de 3.518 L[3].

Le V6 de 3,5 L est couplé à la toute première transmission automatique à six vitesses de Chrysler, qui utilise la technologie Autostick, et le V6 de 2,7 L est capable de fonctionner avec l'E85 à combustion plus propre. Les véhicules d'exportation seront disponibles avec un moteur diesel PDTDI (pumpe düse) turbocompressé de 2,0 L d'origine Volkswagen et le moteur GEMA de 2,0 L. La berline V6 de 3,5 L est disponible avec une transmission intégrale en option, seulement en 2008.
Niveaux de finition :
- base - 2007 ;
- LX - 2008 (remplace la finition base) ;
- Touring - (2007-2010) :
  - Jantes dix-sept pouces aluminium,
  - Moteurs essence ou diesel deux litres sur le marché européen,
  - Moteurs 2,4 litres ou 2,7 litres sur le marché nord-américain ;
- Limited AWD - (2008) ;
- Limited - (2007-2010) :
  - Jantes 18 pouces aluminium,
  - Moteur deux litres diesel uniquement pour le marché européen,
  - Moteurs 2,7 ou 3,5 litres pour le marché nord-américain.

En 2008, le système multimédia "MyGIG" est devenu disponible en option. En outre, la Limited a obtenu le moteur à quatre cylindres de 2,4 litres et était au même niveau que le modèle Touring de 2008. Toujours pour 2009, la Sebring a légèrement modifié l'emplacement des badges arrière. Pour l'année modèle 2010, le capot a été repensé, éliminant les rainures longitudinales. L'IIHS a attribué un "B" pour Bien dans le test de collision frontale aux modèles de 2010, le test de choc latéral et le test de résistance du toit, confirmant à la Sebring de 2010 le Meilleur choix de sécurité.

### Motorisations
| Type                          | Cylindrée | Puissance | Couple  | Consommation  | CO2      | Distribution            |
| ----------------------------- | --------- | --------- | ------- | ------------- | -------- | ----------------------- |
| Essence 2,0 L. World l4       | 1 998 cm3 | 156 Ch    | 190 N m | 7,8 l/100 km  | 185 g/km | Europe                  |
| Diesel 2,0 L. Turbo TDI PD l4 | 1 968 cm3 | 140 Ch    | 310 N m | 6,2 l/100 km  | 170 g/km | Europe                  |
| Essence 2,4 L. EER l4         | 2 360 cm3 | 173 Ch    | 225 N m |               |          | Amérique du Nord        |
| Essence 2,7 L. 6G72 V6        | 2 736 cm3 | 186 Ch    | 265 N m | 10,5 l/100 km | 248 g/km | Europe/Amérique du Nord |
| Essence 3,5 L. EGF V6         | 3 518 cm3 | 235 Ch    | 315 N m |               |          | Amérique du Nord        |

Les moteurs 2,7 et 3,5 litres sont tous les deux des V6. Le premier peut fonctionner avec du carburant E85, moins polluant que les carburants ordinaires.

### Sebring III Cabriolet

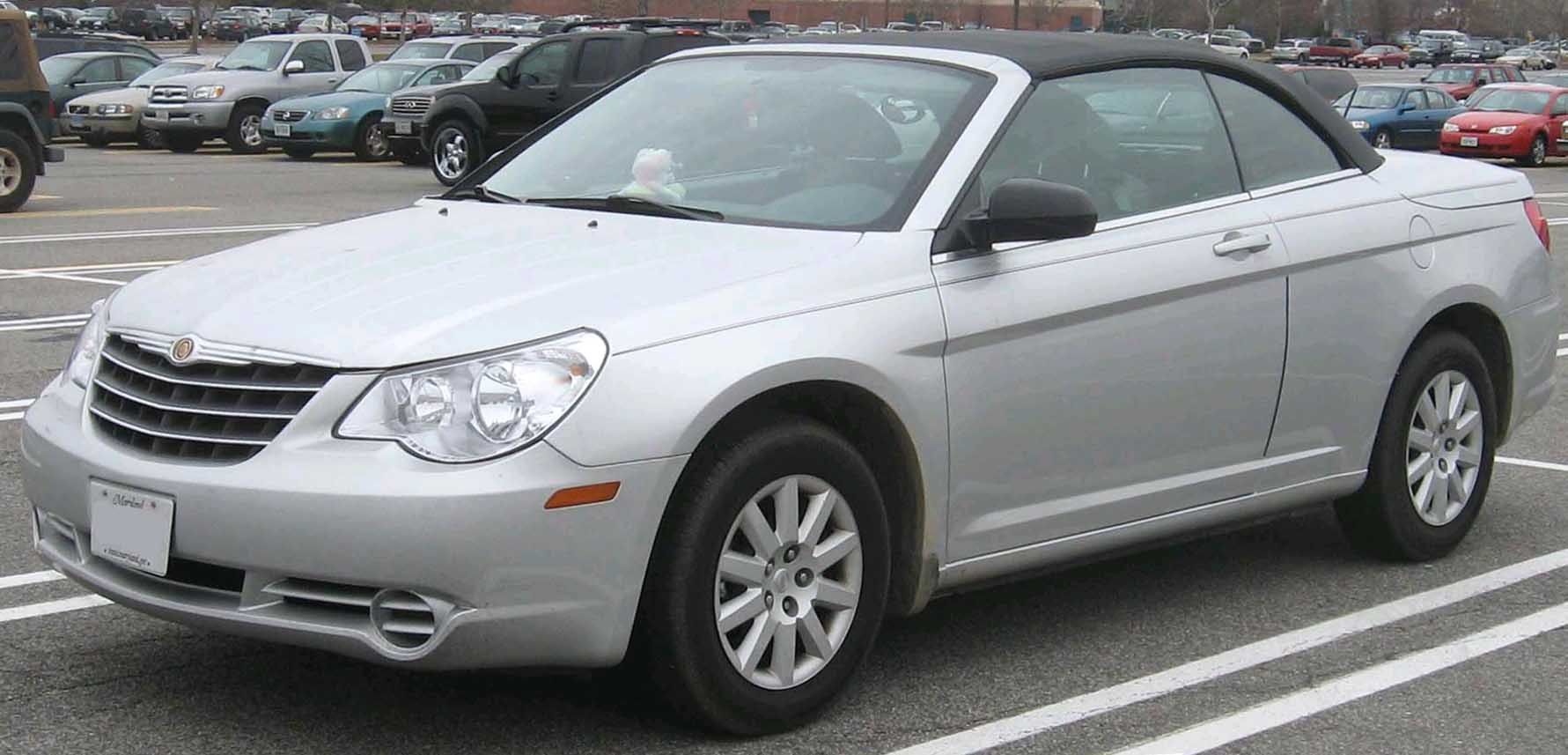
Chrysler Sebring III Cabriolet (2008)

Pour 2008, la Sebring Cabriolet III a été redessinée avec des lignes de capot rappelant la Crossfire. La nouvelle carrosserie cabriolet est présentée au Salon de l'automobile de Los Angeles en 2007 en tant que MY 2008. C'était la voiture à toit ouvert à quatre places la plus vendue aux États-Unis, derrière la Ford Mustang cabriolet.
Le nouveau cabriolet offrait à la fois un toit rigide et une capote en toile, avec les toits de la Sebring fabriqués par Karmann. Un toit en vinyle est venu sur le modèle de base LX, un toit en tissu sur les modèles Touring et Limited avec l’option d’un toit rigide. Le toit décapotable se rétracte dans le coffre avec un couvercle de coffre électrique et un protège bagages pour le dessus. La capote peut être rétractée à distance sans clé.
Le modèle LX comprenait un nouveau moteur I4 de 2,4 L, la version Touring le V6 de 2,7 L, tandis que la Limited comportait un nouveau V6 de 3,5 L. Contrairement à la berline Sebring, la décapotable n'était pas disponible en traction intégrale.

### Versions chinoises
La production de la berline Chrysler Sebring pour le marché chinois a débuté en 2007 chez Beijing-Benz DaimlerChrysler Automotive Co.(BBAC) à Pékin. BBDC était une coentreprise créée en 1984 entre Beijing Automotive Industry Corporation et American Motors Corporation (AMC) sous le nom Beijing Jeep Corporation devenue, avec la reprise de Chrysler par Daimler-Benz AG créant Daimler-Chrysler, renommée Beijing Benz Automotive Co., Ltd. en 2005.
La production de la Sebring a renforcé la capacité d'assemblage de la nouvelle usine Beijing Benz Automotive Co. Ltd. (BBAC) qui construisait également la Chrysler 300C, la Mercedes-Benz Classe E et la Mitsubishi Outlander. Des moteurs mondiaux à quatre cylindres pour la Sebring ont été construits à l'usine de Global Engine Manufacturing Alliance (GEMA) à Dundee, au Michigan, pour être exportés en Chine. GEMA a commencé comme une coentreprise entre Chrysler, Mitsubishi et Hyundai. Depuis 2009, GEMA est détenue à 100% par Chrysler.

### Version européenne
Chrysler a lancé la Sebring III en Europe dans le segment "D", y compris pour les marchés avec volant à droite (Grande-Bretagne). Elle a essuyé plusieurs critiques des journalistes et n'a pas rencontré le succès espéré auprès de la clientèle européenne.

### Avis européens
- Auto Express [6],[7]
- Honest John [8],[9]
- MSN Cars [10]
- Parker's Car Guides [11]
- Verdict On Cars [12]
- Wise Buyer's [13]

### Rafraîchissement de milieu de cycle et remplacement
Article principal: Chrysler 200
La Chrysler Sebring III a été largement rafraîchie en 2010, mais a été rebadgée sous le nom de Chrysler 200. Bien que la plate-forme JS et la carrosserie aient été conservées, le véhicule a subi d'importants changements cosmétiques et mécaniques. Le changement de nom a contribué à éloigner le véhicule de la réputation de la Sebring pour ses problèmes de qualité et son omniprésence dans les flottes d'entreprises.

## Ventes

### Ventes aux États-Unis & Canada
| Année | États-Unis | Canada  |
| ----- | ---------- | ------- |
| 1996  | 52 674     | ?       |
| 1997  | 88 419     | ?       |
| 1998  | 84 926     | ?       |
| 1999  | 77 331     | ?       |
| 2000  | 62 616     | ?       |
| 2001  | 118 459    | ?       |
| 2002  | 112 367    | ?       |
| 2003  | 100 109    | ?       |
| 2004  | 104 094    | ?       |
| 2005  | 84 015     | 16 609  |
| 2006  | 69 357     | 11 246  |
| 2007  | 93 130     | 9 575   |
| 2008  | 71 663     | 10 004  |
| 2009  | 27 460     | 4 832   |
| 2010  | 39 585     | 3 341   |
| 2011  | 2 426      | 343     |
| Total | 232 963    | 55 950* |

(*) : Total partiel car aucune donnée sur les ventes au Canada années 1996-2004
Ventes en France
Chrysler a lancé une version de la Sebring pour les marchés européens du segment D qui a été critiquée par la presse spécialisée et n'a pas rencontré le succès espéré.
| Année  | 2007 | 2008 | 2009 | 2010 | Total |
| Ventes | 334  | 619  | 222  | 117  | 1 292 |